# George Lakoff
George P. Lakoff, född 24 maj 1941 i Bayonne i New Jersey, är professor i kognitiv lingvistik vid University of California, där han har undervisat sedan 1972. Han är berömd framför allt för sina idéer kring hur centrala konceptuella metaforer är för mänskligt tänkande och politiskt agerande. Lakoff är särskilt känd för sitt begrepp embodied mind, som han i sina skrifter anknyter till matematik.